# حبة كراميل (فلم)
حبة كراميل فيلم رومانسي كوميدي لبناني تاريخ العرض  : 21 ديسمبر 2017. الفيلم من إخراج إيلي إف حبيب، وتأليف مازن طه، ومن بطولة ماغي بو غصن، وظافر العابدين، وطلال الجردي، وجيسي عبدو، وهشام حداد.

## ملخص القصة
- تتبدل حياة مايا (ماغي بوغصن) رأسًا على عقب بعد تناولها الكراميل الذي يعطيها القدرة على سماع أفكار الرجال، ويصبح رجا الشاب الثري الذي عاد من أوروبا مؤخرًا هو هدفها الجديد.

## طاقم التمثيل
- ماغي بو غصن
- ظافر العابدين
- طلال الجردي
- جيسي عبدو
- هشام حداد
- مي سحاب
- مي صايغ
- كريستيان الزغبي

## الإنتاج
كتب مازن طه قصة وسيناريو الفيلم، وكان الفيلم من إخراج إيلي إف حبيب. المنتج جمال سنان.